# Кентський університет
Кентський університет (англ. University of Kent) — напівколегіальний громадський дослідницький університет в графстві Кент, Велика Британія. Заснований в 1965 році і визнаний одним з університетів з листового скла.

## Історія

### Заснування
Ідея заснувати університет у місті Кентербері розглядалася ще в 1947 році, коли зростання кількості студентів призвело до бажання створити новий університет, зокрема Кентський. Проте план так і не втілили в життя. Десятиліття по тому приріст населення й збільшення потреби в нових університетах змусили переглянути цю ідею. Первісна назва, обрана в 1962 році, — Кентський університет в Кентербері.

### З 1965 по 2000 роки
4 січня 1965 року Кентський університет в Кентербері отримав королівську хартію, і перша черга з 500 студентів почали навчання в жовтні того ж року. 30 березня 1966 року принцеса Марина, герцогиня Кентська була офіційно призначена першим канцлером університету.
Протягом 1990-х і 2000-х років університет розширився поза межі першого кампусу, відкривши нові кампуси в Медвеї, Тонбриджі та Брюсселі, і встановивши партнерство з кількома коледжами.

### З 2000-х років і донині
У 2007 році було проведено ребрендинг, і університет отримав новий логотип і сайт.
У 2015 році в університеті відбулося кілька заходів з нагоди святкування 50-ї річниці заснування університету. У 2016 році розпочалися консультації щодо подальшого розвитку кампусу в Кентербері.

## Кампус

### Кампус у Кентербері
Головний кампус у Кентербері займає площу в 300 акрів (1,2 км²) і розташований у парковій зоні в 3 км від центру міста, звідки відкривається вид на місто й Кентерберійський собор.